# Benthophilus baeri
A Benthophilus baeri a sugarasúszójú halak (Actinopterygii) osztályának sügéralakúak (Perciformes) rendjébe, ezen belül a gébfélék (Gobiidae) családjába és a Benthophilinae alcsaládjába tartozó faj.

## Előfordulása
A Benthophilus baeri Ázsiában él, és a Kaszpi-tenger endemikus hala, vagyis, csak ott található meg.

## Megjelenése
Ennek a halnak a híme legfeljebb 8 centiméter hosszú, míg a legnagyobb nősténye, csak 6 centiméter hosszú. Kis, vékony testfelépítésű gébféle; pofája lekerekített. Álla alatt bajuszszál látható. Testének oldalán, több dudor sor húzódik. Színezete halvány szürke, felül fehéres.

## Életmódja
Édesvízi gébféle, amely élőhelyének a mélyebb részeit kedveli. Körülbelül 15-81 méteres mélységekben tartózkodik.